# Itero Seco
Itero Seco es una localidad y también una pedanía del municipio de Loma de Ucieza en la provincia de Palencia, comunidad autónoma de Castilla y León. Es una de las localidades del Camino de Santiago del Norte: Ruta del Besaya, de Torrelavega a Carrión de los Condes. ·

## Geografía humana

### Demografía
| Gráfica de evolución demográfica de Itero Seco entre 1842 y 1970 |
| |
| Población de derecho según los censos de población del INE Población de hecho según los censos de población del INEEntre el censo de 1981 y el anterior, este municipio desaparece porque se agrupa en el municipio 34903 (Loma de Ucieza) |

Evolución de la población en el siglo XXI
| Gráfica de evolución demográfica de Itero Seco entre 2000 y 2023   |
|                                                                    |
| Población de derecho (2000-2020) según el padrón municipal del INE |

## Hijos ilustres
- Bernardo Calle (Itero Seco, 20 de agosto de 1876-1904) agustino, misionero en la Amazonia. Ordenado sacerdote el 25 de agosto de 1900. Autor de "Relaciones de los viajes misionales por la selva peruana" (Anales de la propagación de la fe en el oriente del Perú) (1903-1904). Protomártir de Iquitos.

- Fortunato Merino Vegas (1892 - 1936): religioso agustino, mártir y beato. Nació el 10 de octubre de 1892 en Itero Seco. Ordnado sacerdote en 1916. El 19 de julio de 1936 se repitió la escena de cinco años antes. El P. Fortunato estuvo escondido hasta el 25 de agosto en que fue arrestado y martirizado al día siguiente en Málaga, a los 43 años. Sepultado en el cementerio de San Rafael, sus restos reposan ahora en la catedral de Málaga.

- Bernardino Calle Franco (1916 - 1936): agustino. Nació el 17 de mayo de 1916 en Itero Seco. Se profesó en 1932. El 6 de agosto de 1936 fue detenido con la comunidad del Real Monasterio y encarcelado en la prisión de San Antón, de Madrid. Condenado a muerte por ser religioso, fue martirizado el 30 de noviembre de 1936, junto con otros cincuenta religiosos agustinos en Paracuellos de Jarama. Tenía 20 años.

## Patrimonio
La iglesia de San Miguel es un templo barroco, donde destaca la pila bautismal colocada junto al altar mayor.

## Asociaciones
- Asociación Cultural Vallarna

## Fiestas
- Fiesta de San Miguel: 8 de mayo.
- Fiestas de verano: 3.º fin de semana de agosto.